# Маунт-Гермон (Каліфорнія)
Маунт-Гермон (англ. Mount Hermon) — переписна місцевість (CDP) в США, в окрузі Санта-Крус штату Каліфорнія. Населення — 1110 осіб (2020).

## Географія
Маунт-Гермон розташований за координатами 37°3′1″ пн. ш. 122°3′4″ зх. д. / 37.05028° пн. ш. 122.05111° зх. д. (37.050370, -122.051237).  За даними Бюро перепису населення США в 2010 році переписна місцевість мала площу 2,30 км², уся площа — суходіл. В 2017 році площа становила 1,68 км², уся площа — суходіл.

## Демографія
Згідно з переписом 2010 року, у переписній місцевості мешкало 1037 осіб у 408 домогосподарствах у складі 265 родин. Густота населення становила 450 осіб/км².  Було 530 помешкань (230/км²).
Расовий склад населення:
| - 93,0 % — білих - 1,4 % — азіатів - 0,6 % — чорних або афроамериканців - 0,3 % — корінних американців - 0,1 % — вихідців з тихоокеанських островів - 1,7 % — осіб інших рас |

До двох чи більше рас належало 3,0 %. Частка іспаномовних становила 8,0 % від усіх жителів.
За віковим діапазоном населення розподілялося таким чином: 22,9 % — особи молодші 18 років, 67,6 % — особи у віці 18—64 років, 9,5 % — особи у віці 65 років та старші. Медіана віку мешканця становила 39,0 року. На 100 осіб жіночої статі у переписній місцевості припадало 94,2 чоловіків;  на 100 жінок у віці від 18 років та старших — 93,2 чоловіків також старших 18 років.
Середній дохід на одне домашнє господарство  становив 101 258 доларів США (медіана — 74 000), а середній дохід на одну сім'ю — 84 041 долар (медіана — 73 750). Медіана доходів становила 82 125 доларів для чоловіків та 46 023 долари для жінок. За межею бідності перебувало 9,2 % осіб, у тому числі 12,5 % дітей у віці до 18 років та 12,9 % осіб у віці 65 років та старших.
Цивільне працевлаштоване населення становило 554 особи. Основні галузі зайнятості: освіта, охорона здоров'я та соціальна допомога — 26,0 %, мистецтво, розваги та відпочинок — 16,8 %, будівництво — 15,3 %.